# Emma M. Baegl
Emma M. Baegl (1896–1998) foi uma pintora e educadora americana.
Ela leccionou na Universidade de Nebraska-Lincoln e na Guilda de Artes de Lincoln. O seu trabalho pode ser visto no Museum of Nebraska Art.